# Mjölkning

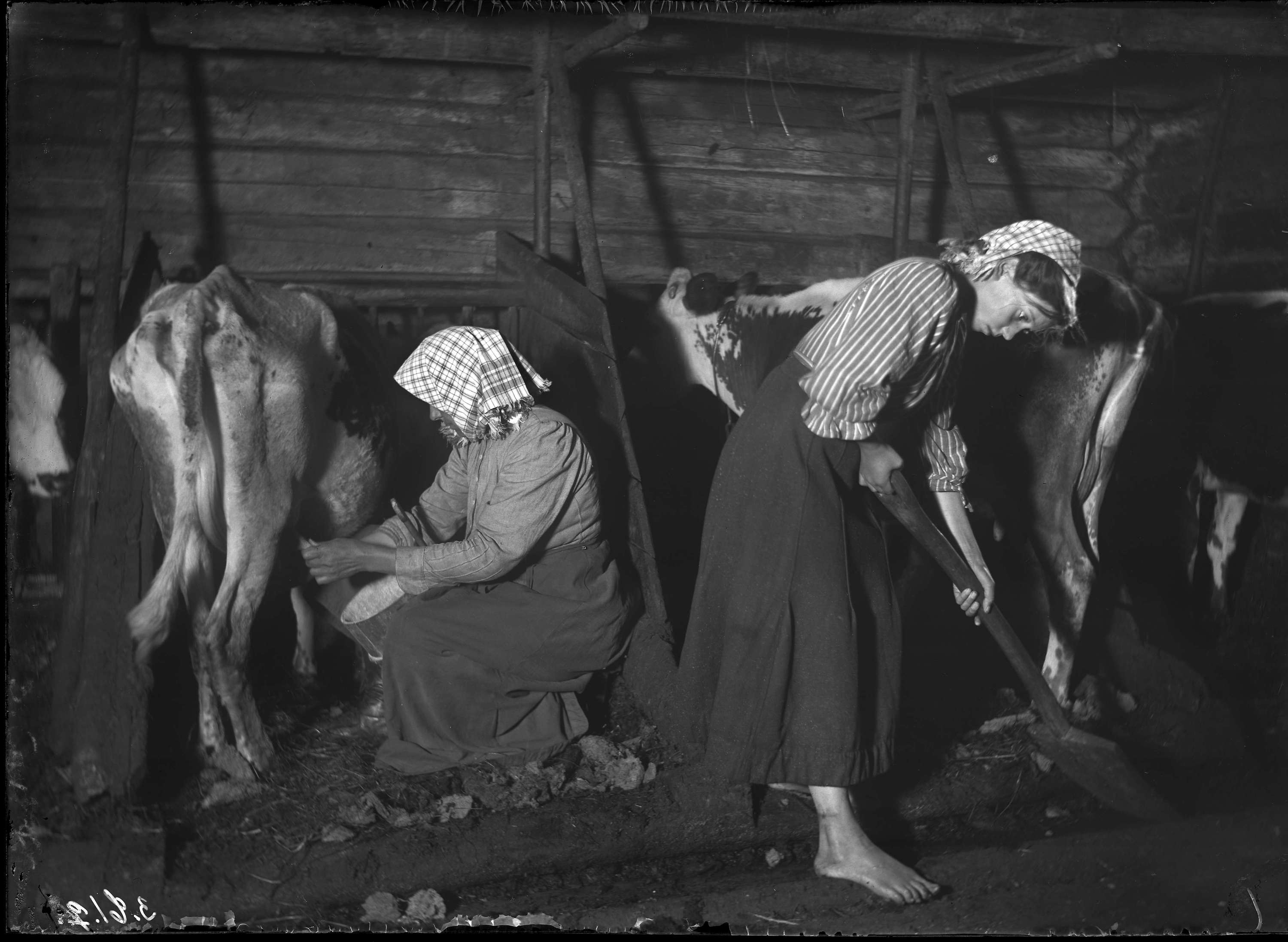
Boskapsskötsel i ladugården. Kvinna sitter och mjölkar en mager ko medan barfota flicka mockar. Mangskogs socken, Värmland, 1911. Nordiska museet NMA.0043102

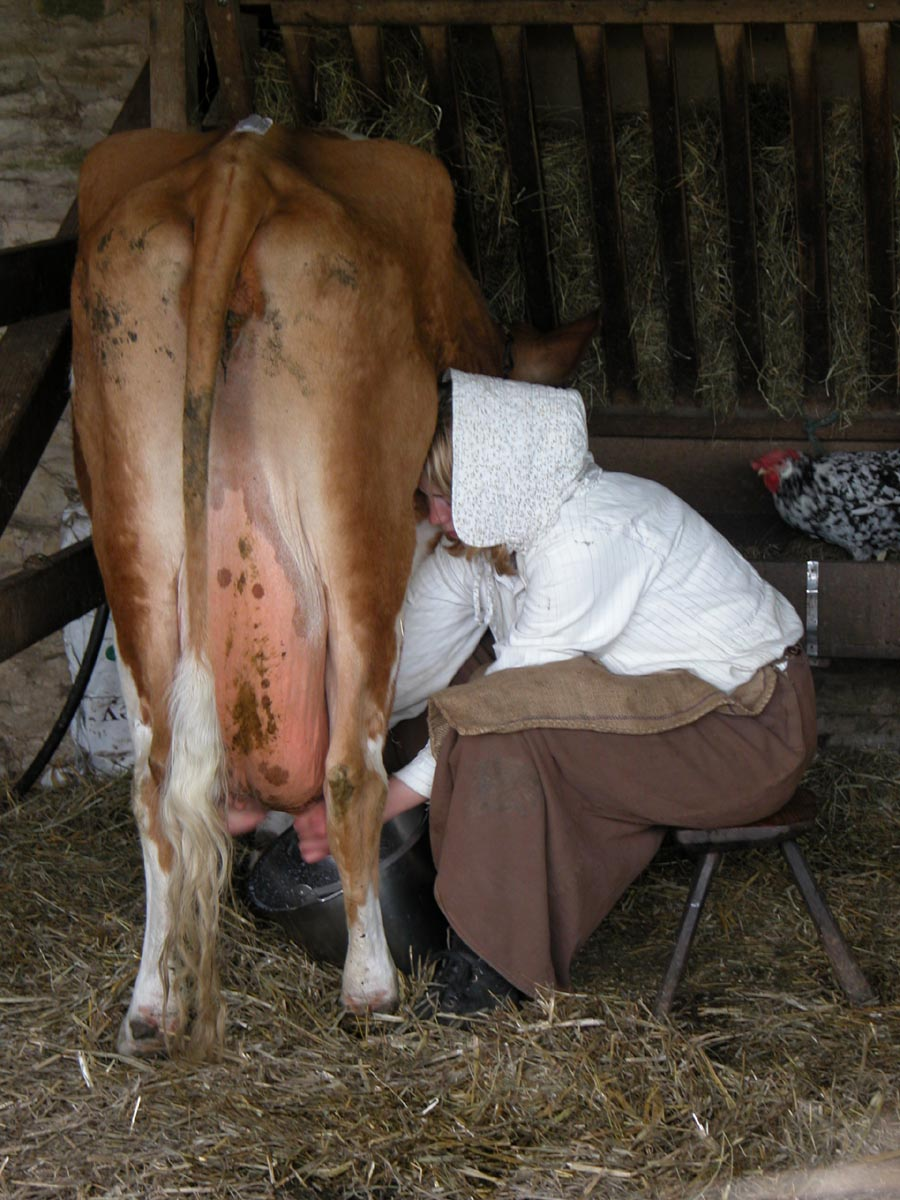
Handmjölkning.

Mjölkning innebär att mjölkkörtel töms på innehåll från däggdjur, däribland kor, vattenbuffel, människa, get, får, men även kamel, häst och åsna. Mjölkning kan genomföras för hand eller med hjälp av en maskin. För att mjölk ska bildas måste djuret ha varit dräktigt. 